# Chakhe
Le  chakhe (en thaï : จะเข้ , prononcé  [t͡ɕā.kʰê])  (également orthographié jakhe ou jakhe), ou krapeu (khmer : ក្រពើ , aussi appelé Takhe , khmer : តាខេ , Takhe , takkhe ou charakhe), est un luth à trois cordes apparenté à l'instrument à cordes chinois appelé Huqin (chinois : 胡琴 ; pinyin : húqín ; litt. « qin barbare »  de la famille des Vièles dans les traditions chinoises et mongoles à deux cordes, ainsi que l'erhu, le zhonghu, et le gaohus. 

## Étymologie
Issus d'un passé lointain, chakhe  ou krapeu sont des mots apparentés à la  Vînâ  indienne वीणा (sanskrit IAST) :(vīṇā ; anglais : veena; hindî : वीणा ; tamoul : வீணை) de la famille des instruments à cordes indiens.  Le nom chakhe est dérivé de Chorakhe (จระเข้),  qui signifie "crocodile". Le mot krapeu signifie également " alligator " ou " crocodile " en langue khmère.
Chakhe et krapeu sont également liés au Myanmar (Kyam) , qui présente toutefois des caractéristiques zoologiques réalistes et pas seulement la forme abstraite d'un crocodile.

## Structure
L'instrument est fait dans du bois dur. Il a l'apparence d'un crocodile stylisé qui mesure environ 20 cm de haut et 130 cm à 132 cm de long. La partie "tête" mesure 52 cm de long, 28 cm de large et 9 cm à 12 cm de profondeur; la portion "queue" mesure 81 cm de long et 11,5 cm de large. Onze (chakhe) ou douze (krapeu) frettes graduées y sont incrustées elles sont faites en bambou, en ivoire, en os ou en bois, dont les mesures oscillent entre 2 cm et 3,50 cm de haut. Ces barrettes, sont fixées au manche avec de la cire ou la colle. Les deux cordes les plus hautes sont en fil de soie, catgut ou nylon, alors que les plus basses sont de métal.  Ils sont accordés C – G – c . L'instrument est généralement soutenu par trois ou cinq jambes.

## Jeu
Le joueur assis à côté de l'instrument tient le manche de la main gauche, la corde est pincée avec  un plectre serré entre le pouce et l'indexe de la main droite. Ce médiator est fabriqué soit à partir de la corne de buffle, dans de l'ivoire, ou dans de l'os. Il mesure de 5 cm à 6 cm de long. L'instrument émet un bourdonnement les cordes étant soulevées  par un ruban de bambou qui est situé à côté du pont plat.

## Utilisation
Dans la musique thaïlandaise, le chakhe appartient à l’ensemble Mahori, de la musique khmère. Parmi les instruments classiques khmers, le takhe est le plus récent, il proviendrait de la musique thaïlandaise. Il est utilisé dans les musiques A-yai et Chapei, célébrées lors des mariages, mais aussi dans la musique moderne.